# Christine-Juliane de Bade-Durlach
Christine-Juliane de Bade-Durlach (12 septembre 1678 – 10 juillet 1707), est une aristocrate allemande, membre de la Maison de Zähringen et par mariage duchesse de Saxe-Eisenach.
Née au Château de Karlsburg à Karlsruhe, elle est l'aînée des quatre enfants du prince Charles-Gustave de Bade-Durlach, frère cadet de Frédéric VII Magnus de Bade-Durlach, et d'Anne-Sophie de Brunswick-Wolfenbüttel. 

## Biographie
Seul enfant survivant de ses parents, ses trois jeunes frères, étant tous morts en bas âge, elle épouse à Wolfenbüttel, le 27 février 1697, le prince Jean-Guillaume de Saxe-Eisenach, frère cadet du duc Jean-Georges II de Saxe-Eisenach, devenant sa deuxième épouse. Un an plus tard, le 10 novembre 1698, son mari hérite du duché de Saxe-Eisenach, après la mort de son frère. 
Christine-Juliane a sept enfants, dont seulement trois ont survécu jusqu'à l'âge adulte:
1. Jeanne-Antoinette de Saxe-Eisenach (Jena, 31 janvier 1698 - Schloss Dahme, 13 avril 1726), marié le 9 mai 1721 à Jean-Adolphe II de Saxe-Weissenfels, qui, en 1734, a hérité du duché de son frère.
2. Caroline-Christine (Iéna, 15 avril 1699 - Philippsthal, 25 juillet 1743), mariée le 24 novembre 1725 à Charles Ier de Hesse-Philippsthal.
3. Antoine-Gustave (Eisenach, 12 août 1700 - Eisenach, 4 octobre 1710).
4. Charlotte-Wilhelmine Juliane (Eisenach, 27 juin 1703 - Erfurt, 17 août 1774), célibataire.
5. Johannetta Wilhelmine Juliane (Eisenach, 10 septembre 1704 - Eisenach, 3 janvier 1705).
6. Charles-Guillaume (Eisenach, 9 janvier 1706 - Eisenach, 24 février 1706).
7. Charles-Auguste (Eisenach, 10 juin 1707 - Eisenach, 22 février 1711).

Un mois après son dernier accouchement, Christine-Juliane meurt à Eisenach, âgée de 28 ans. Elle a été enterrée dans le Georgenkirche, Eisenach.